# خالد ولید
خالد ولید (عربی: خالد وليد؛ زادهٔ ۲۵ دسامبر ۱۹۹۹) بازیکن فوتبال اهل قطر است که در حال حاضر برای باشگاه فوتبال الدحیل بازی می‌کند.